# Монторо, Кристобаль
Кристо́баль Рика́рдо Монто́ро Роме́ро (исп. Cristóbal Ricardo Montoro Romero; род. 28 июля 1950, Камбиль, провинция Хаэн) — испанский политик, член Народной партии. Министр финансов в правительстве Мариано Рахоя в 2011—2018 годах. Учёный-экономист.

## Биография
Монторо изучал экономические науки в Мадридском автономном университете и окончил его в 1973 году. В 1981 году получил степень доктора. В 1973—1982 годах — доцент университета, а в 1982—1988 годах — профессор. В 1989 году получил звание профессора в Кантабрийском университете.
Монторо — депутат Конгресса депутатов. В 2004—2008 годах входил в состав Европейского парламента.
В 1996—2000 годах занимал должность государственного секретаря в министерстве экономики Испании. В 2000—2004 годах работал в должности министра финансов Испании. Вновь назначен на эту должность в правительстве Мариано Рахоя 21 декабря 2011 года. Вышел в отставку в результате голосования по вотуму доверия Мариано Рахою в июне 2018 года.